# Югославские добровольцы в Испании
Югославские добровольцы в Испании (серб. Југословенски добровољци у Шпаниjе, исп. Voluntarios yugoslavos en España), известны в историографии как Испанские борцы (сербохорв. Шпански борци / Španski borci, исп. Combatientes españoles) или Югославские испанцы (серб. Jугословенски шпанци) — югославские коммунисты-добровольцы, участвовавшие в Гражданской войне в Испании на стороне республиканцев. Всего в Испании воевало 1664 человека, которые участвовали в боях за Сарагосу, Каробанью, Арагон, Теруел, Марбелью, Сан-Матео, Мадрид и другие города. Около 700 человек погибло в боях.
Общее число югославских комбатантов составляло 1664 человек, из которых, по разным оценкам, около 800 погибли в бою. Согласно испанской статистике 148 из них получили офицерские звания на протяжении всего конфликта.
Официально говорится как минимум о 150 официальных служащих интернациональных бригад, среди которых встречались сербы, хорваты, боснийцы и евреи. Среди этих борцов были профессиональные деятели рабочего движения, члены компартии, анархисты и другие лица, симпатизировавшие республиканцам и презиравшие испанских фашистов. После разгрома республиканцев большая часть югославов была интернирована во Франции, где содержалась в конценцтрационных лагерях. Те, кто сумел оттуда бежать, позднее участвовали в войне против нацистской Германии. Большая часть этих участников гражданской войны в партизанских рядах носила один и тот же псевдоним — «Шпанац» (серб. Испанец).

## Известные участники Гражданской войны

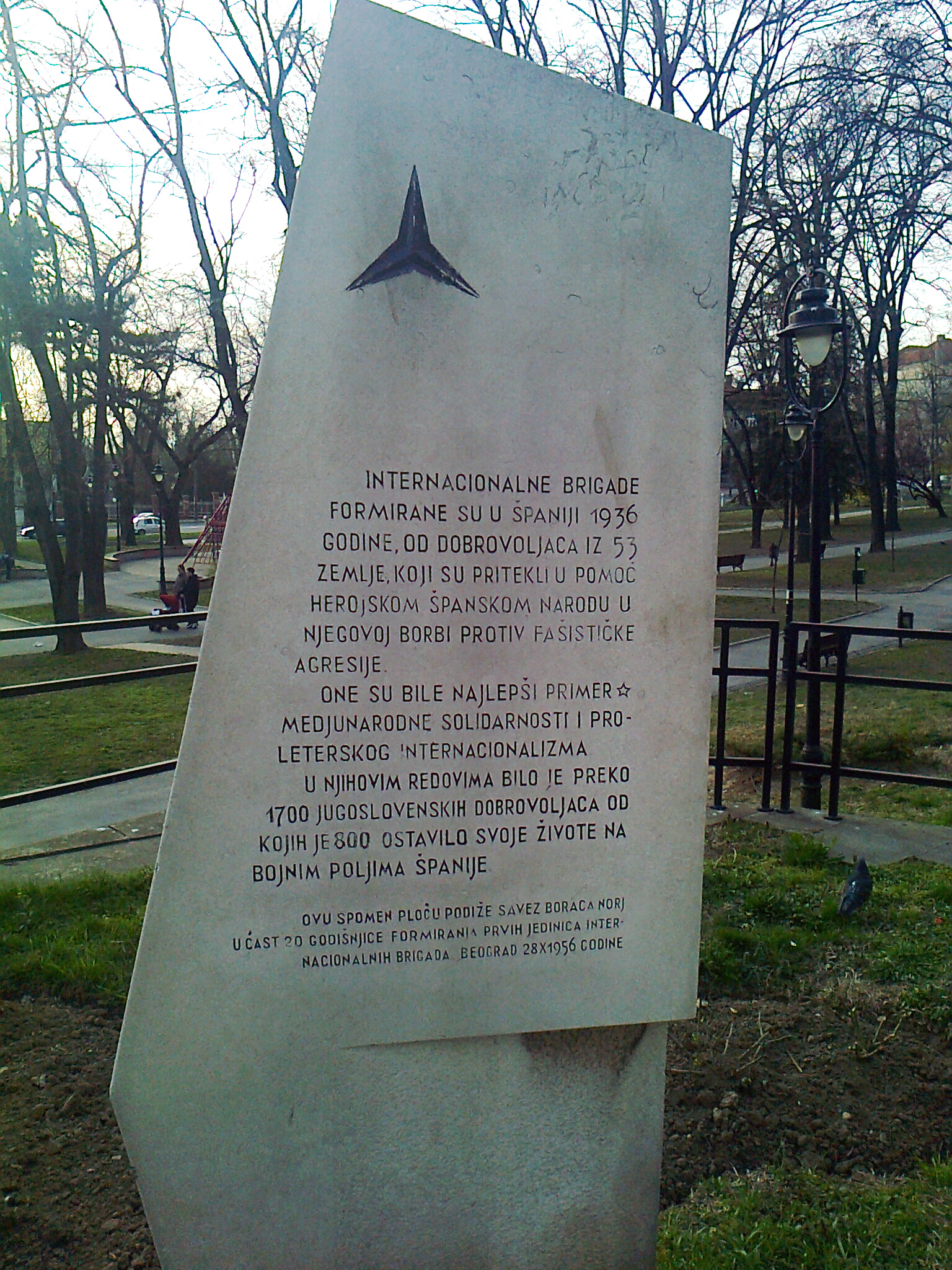
Памятник Интернациональным бригадам в Белграде

| - Бранко Крсманович - Иво Вейвода - Велько Влахович - Иван Гошняк - Павле Грегорич - Пеко Дапчевич - Петар Драпшин - Чедо Капор | - Иван «Стево» Краячич - Иосип «Пепи» Крижай - Данило «Шпанац» Лекич - Лазар Латинович - Коста Надь - Коча Попович - Родолюб Чолакович - Лазар Удовички |

## Погибшие в боях
- Гойко Бедов
- Мият Машкович
- Благое Парович
- Божидар Петрович
- Франьо Пушкарич
- Иван Турк
- Джоко Ковачевич

## Участники Народно-освободительной войны, погибшие в боях и плену
- Соломон Албахари (1915—1942)
- Тимор Алданов (1913—1941)
- Исаак Алтарац (1910—1941)
- Спас Банджов (1901—1943)
- Яков Барух (1914—1941)
- Станко Батур (1913—1942)
- Альфред Бергман (1901—1942)

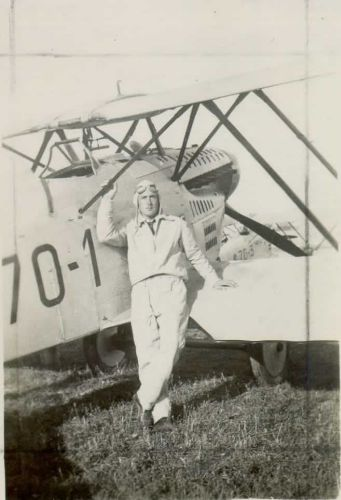
Иосип Крижай, пилот ВВС Второй Испанской Республики, по национальности словенец

- Божо «Марьян» Билич (1913—1942), Народный герой
- Иван Бирчич (1909—1944)
- Милан «Шпанац» Благоевич (1905—1941), Народный герой
- Джиро Брезовец (1905—1941)
- Йоже Бресквар (1913—1943)
- Степан Брнчич (1897—1945)
- Дивко Будак (1897—1941), Народный герой
- Мате Бужич (1909—1943)
- Миле Буторац (1910—1941)
- Брацо Вайс (1914—1941)
- Вера Вейвода (1915—1941)
- Мате Видакович (1907—1942)
- Макс Видмар (1906—1945)
- Джуро Вуйович (1901—1943), Народный герой
- Петар «Пекиша» Вуксан (1905—1941), Народный герой
- Алоиз Вреск (1907—1943)
- Стево Гавранович (1890—1942)
- Франьо Гигровски (1917—1941)
- Франческо Гиоргети (1905—1942)
- Андрия Гргурич (1904—1942)
- Йоже Грегорчич (1903—1942), Народный герой
- Матия Гржина (1913—1944)
- Божидар Дакич (1909—1941), Народный герой
- Нада Димитриевич-Нешкович (1907—1941)
- Роберт Домани (1918—1942), Народный герой
- Франц Дробнич (1916—1941)
- Стипе Джерек (1912—1942), Народный герой
- Анте Жарич (1914—1941)
- Любомир «Шпанац» Живкович[серб.] (1918—1942), Народный герой
- Эдо Жирола (1910—1943)
- Тоне Жнидаршич (1913—1944)
- Хенрик Жнидарич (1907—1941)
- Томо Зделар (1896—1942)
- Илия Земан (1896—1942)
- Йован Иванишевич (1917—1941)
- Юго Йоаким (1915—1944)
- Жикица «Шпанац» Йованович (1914—1942), Народный герой
- Юрай Калц (1908—1942), Народный герой
- Светислав Каначки (1911—1943)
- Драго Кобал (1911—1944)
- Мирко Ковачевич (1916—1941), Народный герой
- Виктор Колежа (1884—1945)
- Франц Копрившек (1913—1941)
- Марьян Краячич (1905—1942)
- Юре Крезо (1910—1943)
- Славко Крклюш (1913—1941)
- Бранко Крсманович (1915—1941), Народный герой
- Джуро Кужет (1911—1944)
- Шиме Лалич (1905—1945)
- Иван Лебл (1912—1941)
- Иван Ленац (1906—1945), Народный герой
- Евген Лесел (1906—1942)
- Драгиша Лукович (1913—1943)
- Бранко Любинкович (1912—1942)
- Владимир Майдер (1911—1943)
- Степан Майцен (1910—1944)
- Якоб Макуч (1899—1944)
- Векослав Мауко (1919—1943)
- Степан Милашинчич (1910—1941)
- Фердо Милич (1915—1944)
- Антон Миоч (1911—1944)
- Тодор Мишич (1906—1942)
- Драго Млакар (1917—1942)
- Илия Микиличанин (1909—1941)
- Данко Митров (1919—1942), Народный герой
- Таса Михайловић (1908—1943)
- Божо Мравляк (1917—1942)
- Йосип Мрконич (1911—1943)
- Божидар Обрадович (1911—1942)
- Франьо «Сельо» Огулинац (1904—1942), Народный герой
- Марко Орешкович (1896—1941), Народный герой
- Ратко «Чичко» Павлович (1913—1943), Народный герой
- Менахем Папо (1915—1943)
- Мате Перкушич (1912—1941)
- Миха «Толедо» Пинтар (1913—1942), Народный герой
- Владета «Пинецки» Попович (1911—1941)
- Воин Попович (1911—1942)
- Корнелия Сенде-Попович (1914—1941)
- Светозар «Тоза» Попович (1901—1944)
- Виктор Прегель (1903—1942)
- Милутин «Мичо» Радакович (1915—1941), Народный герой
- Бранислав Радоевић (1905—1941)
- Франц Риявец (1908—1941)
- Степан Рогина (1915—1942)
- Франц «Стане» Розман (1911—1944), Народный герой
- Венерио Росето (1910—1944)
- Алоиз Сотлар (1909—1943)
- Франц Стерле (1910—1945)
- Иван Стилинович (1910—1945)
- Петар Стич (1901—1943)
- Александар Стоянович (1913—1942)
- Мирослав Стокич (1905—1942)
- Франц Стрмоле (1908—1943)
- Матия Томац (1905—1942)
- Любомир Томшич (1896—1942)
- Борис Трайковски (1913—1944)
- Янез Тужек (1904—1941)
- Матия Удванц (1912—1942)
- Ахмет Фетахагич (1914—1944), Народный герой
- Марко Франич (1907—1944)
- Мария Хабулин (1912—1941)
- Франц Хвалич (1908—1945)
- Никола «Црни» Цар (1910—1942), Народный герой
- Вечеслав «Флорес» Цветко (1917—1941), Народный герой
- Миленко Цвиткович (1914—1943), Народный герой
- Аугуст Цесарец (1893—1941)
- Владимир Четкович (1911—1944), Народный герой
- Вукашин Чук (1913—1941)
- Анте «Раде Шпанац» Шарич (1913—1943), Народный герой
- Адольф «Драго» Штайнбергер (1916—1942), Народный герой
- Сигизмунд Штетлер (1914—1942)
- Илия Энгель (1912—1944), Народный герой
- Богдан Югович (1912—1944)
- Анте Юрлина (1910—1941)
- Иван Юрца (1914—1942)
- Милан Юрьевич (1907—1944)
- Виктор Язбиншек (1903—1941)
- Иван Якшич (1911—1942)
- Фадил «Шпанац» Яхич (1910—1942), Народный герой